# Подводные лодки типа «Суифтшюр»
Подводные лодки типа «Суифтшюр» (англ. Swiftsure class) — серия британских атомных подводных лодок. Были созданы на основе подводных лодок типов «Вэлиант»/«Черчилль», но отличались от них существенно переработанной конструкцией корпуса. С 1969 по 1981 год на верфях фирмы Vickers Shipbuilding and Engineering Ltd было построено 6 подводных лодок типа «Суифтшюр». В 1990-х — начале 2000-х годов все оставшиеся в строю лодки этого типа прошли ряд модернизаций, однако в связи с выработкой ресурса и заменой более современными типами «Трафальгар» и «Астьют», в 2000-е годы они стали постепенно сниматься с вооружения. По состоянию на начало 2011 года, в строю не осталось лодок этого типа.

## Представители
| Название           | Заводской номер | Дата закладки    | Спуск на воду   | Ввод в строй     | Судьба                    |
| ------------------ | --------------- | ---------------- | --------------- | ---------------- | ------------------------- |
| Суифтшюр Swiftsure | S126            | 6 июня 1969      | 7 сентября 1971 | 17 апреля 1973   | снята с вооружения в 1992 |
| Соверин Sovereign  | S108            | 18 сентября 1970 | 17 февраля 1973 | 11 июля 1974     | снята с вооружения в 2006 |
| Сюперб Superb      | S109            | 16 марта 1973    | 30 ноября 1974  | 13 ноября 1976   | снята с вооружения в 2008 |
| Скептр Sceptre     | S104            | 19 февраля 1974  | 20 ноября 1976  | 14 февраля 1978  | снята с вооружения в 2010 |
| Спэртэн Spartan    | S105            | 26 апреля 1976   | 7 апреля 1978   | 22 сентября 1979 | снята с вооружения в 2006 |
| Сплендид Splendid  | S106            | 23 ноября 1977   | 5 октября 1979  | 21 марта 1981    | снята с вооружения в 2004 |

## Происшествия
- В конце 1981 года в водах Арктики HMS Sceptre (S104) столкнулась с неизвестной советской субмариной, потеряв акустический контакт с ней за полчаса до столкновения[3].
- 24 декабря 1986 года HMS Splendid (S106) столкнулась с советской АПЛ ТК-12 и потеряла буксируемую антенну[4], которую на себе в базу привёз ТК-12.
- 26 мая 2008 года в Красном море произошло столкновение HMS Superb (S109) со скалами, никто из 112 членов экипажа не пострадал. Было повреждено сонарное оборудование. На момент столкновения срок службы подлодки составил около 32 лет[5].